# FIFA 16
FIFA 16 dvadesetdrugo je izdanje Electronic Artsovog serijala FIFA. Proizvođač igre je EA Canada. Igra je izašla 22. rujna 2015. za PlayStation 3 i Xbox 360 u Sjevernoj Americi i 25. rujna 2015. u ostalim regijama. Igra je također izdana za Windows,PlayStation 3, uključujući i konzole nove generacije, PlayStation 4 i Xbox One. Također je izdana na uređajima koji pokreću Android i iOS operativne sustave.

## Mogućnosti

### Ignite
Novi engine nazvan Ignite Engite je dostupan na Microsoft Windowsu, PlayStationu 4 te Xbox One verzijama igre.

### Ultimate Team
FIFA Ultimate Team potvrđen je za FIFU 16 na svim platformama,

## Omoti
Lionel Messi se vraća kao glavna zvijezda za sve regije na globalnom omotu, nakon što je već bio na omotu za FIFA 16 i FIFA Street. Ovo će biti prvi put da se ime FIFA Soccer neće koristit u Sjevernoj Americi.

## Vanjske poveznice
- Službena stranica